# Eleanor Daley
Eleanor Joanne Daley (* 1955 in Parry Sound, Ontario, Kanada) ist eine kanadische Komponistin. 

## Leben
Eleanor Daley studierte Musik an der Queen’s University in Kingston, Kanada, und erwarb Diplome in Orgel und Klavier am Royal Conservatory of Music, Toronto, und am Trinity College, England. Sie lebt in Toronto, wo sie bis 1982 als Musikdirektorin an der Fairlawn Heights United Church und Begleiterin des Bach-Kinderchores wirkte.
Insgesamt arbeitete sie mit folgenden Chören zusammen, für die sie auch komponierte:
Elmer Iseler Singers, Amadeus Chor, Toronto Children’s Chorus, Amabile Youth Singers, St. Mary’s Children’s Choir, Cantabile Singers of Kingston, Savridi Singers, Vancouver Men’s Chorus Victoria Scholars. In den USA hat Daley im Auftrag vieler Gruppen und Kunstorganisationen gewirkt, darunter Master Chorale of Tampa Bay, Texas Woman’s University, Texas Choral Directors Association, American Choral Directors Association. Auch wirkte sie auf europäischen Festivals in Norwegen, Deutschland und England. 

## Werke
- Daleys Werke wurden von 11 kanadischen, US- und UK-basierten Verlagen, darunter der Oxford University Press veröffentlicht.
- Insbesondere hat sie viele Werke speziell für Frauenchor komponiert.
- Sie komponierte im Wesentlichen geistliche Musik für Chor, die hauptsächlich in Nordamerika und Europa aufgeführt wurde und wird.[1]
- Bei YouTube sind viele Videobeispiele ihrer Werke zu hören, gesungen und gespielt von unterschiedlichen Chor-Ensembles, wobei häufig die Orgel begleitet.
- Das Requiem, für gemischstimmigen Chor und Solisten[2] gehört zu ihren bekanntesten Kompositionen. Es verwendete Texte aus: Die Stimme der Vögel, Psalm 130, Begräbnisgottesdienst 1662, Anonymus (russischer Segensspruch).
- Ebenso bekannt wurde The Rose Trilogy